# Megaceria rufiventris
Megaceria rufiventris là một loài tò vò trong họ Ichneumonidae.